# Indera SC
El Indera SC es un equipo de fútbol de Brunéi Darussalam que juega en la Brunei Super League, la primera división de fútbol en el país.

## Historia
Fue fundado en el año 1979 en la capital Brunéi como Indera FC y fue hasta entrando al siglo XXI que el club tomó relevancia, siendo uno de los equipos fundadores de la Brunei Super League en la temporada 2012, así como uno de los primeros equipos de fútbol a nivel profesional en el país.
También fue el primer equipo campeón de la Brunei Super League en 2012/13, revalidando el título en la temporada siguiente, así como el título de supercopa en 2015.
En 2020 juega un torneo internacional por primera vez al formar parte de la Copa AFC 2020 como el primer equipo de Brunéi Darussalam en participar en el torneo, donde fue eliminado en la segunda ronda preliminar por el Yangon United FC de Birmania.

## Palmarés
- Brunei Super League: 2

2012/13, 2014
- Copa Sumbangsih: 1

2015

## Participación en competiciones de la AFC
| TEmporada | Torneo   | Ronda          | Club             | Casa | Visita | Global |
| --------- | -------- | -------------- | ---------------- | ---- | ------ | ------ |
| 2020      | Copa AFC | 2.ª Preliminar | Yangon United FC | 1-6  | 1-3    | 2-9    |